# Cirriphyllum illecebrum
Cirriphyllum illecebrum là một loài Rêu trong họ Brachytheciaceae. Loài này được (Hedw.) L.F. Koch mô tả khoa học đầu tiên năm 1949.